# پریامانی
پریامانی (انگلیسی: Priyamani؛ زادهٔ ۴ ژوئن ۱۹۸۴) یک مدل، و هنرپیشه اهل هند است. وی از سال ۲۰۰۳ میلادی تاکنون مشغول فعالیت بوده‌است.
وی بازیگر فیلم‌هایی همچون قطار چنای، راوانا، آنا باند، پاراتیوران، مبارزه، این یک دوره رویایی بود، جوان و پلید بوده‌است.